# دومیسانی دلامینی
دومیسانی دلامینی (به انگلیسی: Dumisani Dlamini؛ زادهٔ ۲۳ اکتبر ۱۹۶۳) بازیگر و رقصندهٔ اهل آفریقای جنوبی می‌باشد که بیشتر به‌خاطر ایفای نقش کروکودایل در فیلم سارافینا! (۱۹۹۲) و نقش چستر در سریال ییزو ییزو شناخته می‌شود. وی پدر خواننده و رپر آمریکایی دوجا کت می‌باشد.